# Regenwald

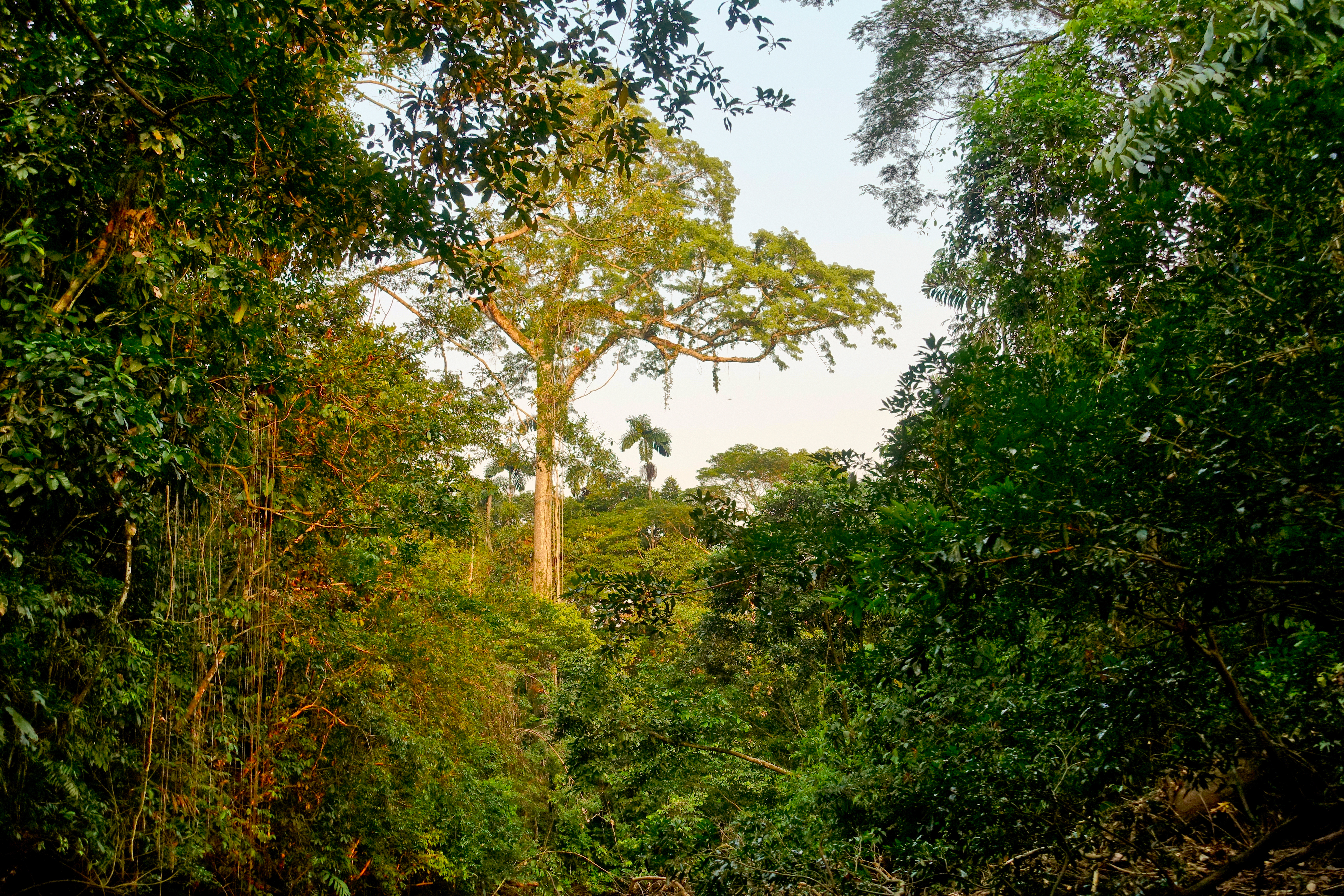
Typisch für die tropischen Regenwälder sind die außerordentlich hohe Artenvielfalt und vereinzelte Urwaldriesen (Emergenten)

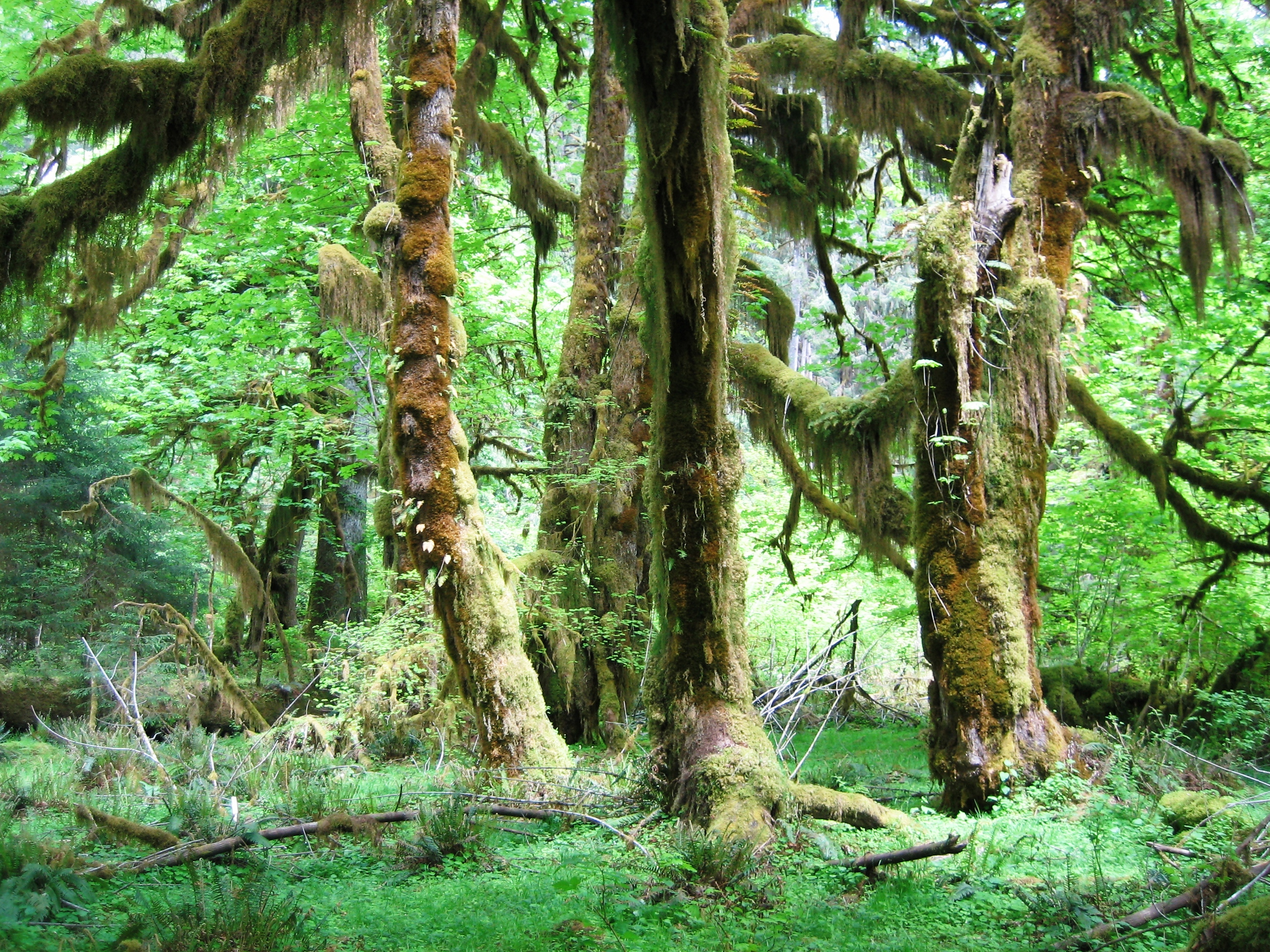
Die gemäßigten Regenwälder bestehen aus artenreichen Laub- und Nadelwäldern, die vorwiegend im Steigungsregen hoher Küstengebirge der kühl- und kaltgemäßigten Klimazone wachsen

Als Regenwald bezeichnet man Wälder, die durch ganzjährig fallende, große Niederschlagsmengen gekennzeichnet sind. Wegen der völlig unterschiedlichen Klimabedingungen unterscheidet man nach den Klimazonen verschiedene Regenwaldtypen:
- Tropischer Regenwald (der in wenigen Regionen in subtropischen Regenwald übergeht) – mit meist mehr als 1800 mm Jahresniederschlag (siehe auch Tropische Regenwaldklimate)
- Gemäßigter Regenwald – mit meist über 1000 mm Jahresniederschlag, auch als Schnee (siehe auch Gemäßigte Regenwaldklimate).

Im weiteren Sinne werden mitunter auch die saisonalen Feuchtwälder der Tropen und Subtropen als Regenwälder behandelt.

## Begriff
Der Biologe Andreas Franz Wilhelm Schimper definierte und verwendete 1898 erstmals den Begriff tropischer Regenwald, der auch in andere Sprachen, beispielsweise ins Englische als rainforest, übernommen wurde, in seinem Werk Pflanzengeographie auf physiologischer Grundlage (1898).
In den Medien und populärwissenschaftlicher Literatur werden Regenwald und tropischer Regenwald oft gleichgesetzt, weil die subtropischen und gemäßigten Regenwaldformen weniger bekannt sind.

### Tropische und subtropische Regenwälder
Immergrüne, tropische Regenwälder entstanden auf allen Kontinenten, auf beiden Seiten des Äquators bis ungefähr zum 10. Breitengrad, aber zum Teil auch deutlich darüber hinaus. Dort gehen sie in die subtropischen Regenwälder über. Die größte zusammenhängende Fläche – zugleich mehr als die Hälfte der Gesamtfläche aller tropischen Regenwälder – befindet sich im Bereich des Amazonasbeckens. Weitere große Regenwälder weisen Äquatorialguinea und Gabun, das Kongobecken in Zentralafrika und die vielen Inseln Indonesiens auf.
Der Begriff tropischer Regenwald kennzeichnet ein Ökosystem, das eine Vielzahl an Wald-Typen umfasst: zum einen den Tiefland-Regenwald bis etwa 1000/1500 m Höhe, zum anderen den Berg-Regenwald bis etwa 2000/2500 m Höhe. Die kalttropischen Wolken- und Nebelwälder jenseits von 2000 m Höhe werden aufgrund ihrer klimatischen Besonderheiten nicht mehr zu den Regenwäldern gerechnet.

### Regenwälder der gemäßigten Breiten
Regenwälder der gemäßigten Zonen kommen vor allem an der Westküste Nordamerikas, in Chile sowie auf Tasmanien und Neuseeland vor. Obwohl die bildbestimmenden Baumarten auch in den gemäßigten Laub- und Nadelwäldern vorkommen, sind sie die artenreichsten Lebensräume dieser Zonen.

### Tropische und subtropische Feuchtwälder
In der feuchtwarmen Klimazone, die von einem Monsunklima geprägt ist, gehen die immergrünen tropischen Regenwälder über halbimmergrüne Regenwälder in feuchte Monsunwälder (regengrüne Feuchtwälder) und schließlich trockene Monsunwälder (regengrüne Trockenwälder) über, die aufgrund der unter 2000 mm liegenden Jahresniederschlagssumme alle nicht mehr zu den Regenwäldern gerechnet werden. Da die Regenzeiten in den Monsunwäldern regelmäßig durch Trockenzeiten abgelöst werden, sind die Bedingungen weniger ausgeglichen als im tropischen Regenwald. Sie werden auch als tropisch/subtropische Feuchtwälder bezeichnet. Die ausgeprägtesten Monsunwälder finden sich in Indien und Südostasien sowie in Afrika zwischen den Regenwäldern und den Feuchtsavannen.
Im kühleren Ostseitenklima der Subtropen – bei dem bereits eine deutliche Unterscheidung nach Sommer (häufig niederschlagsreich) und Winter (gelegentlicher Frost möglich) getroffen werden kann – stehen die Lorbeerwälder, die je nach Niederschlagsmenge als Feucht- oder Regenwälder betrachtet werden können. Die größten Lorbeer-Regenwälder stehen in Süd-China, Florida und Südost-Brasilien.
Bislang galten insbesondere die Tropenwälder durch ihre Fähigkeit der Photosynthese als Kohlenstoffsenke bzw. Regulator des Kohlenstoffdioxids (CO₂) in der Erdatmosphäre. Doch einer im Jahr 2020 veröffentlichten Studie zufolge speichern sie aufgrund der globalen Erwärmung deutlich weniger CO₂ als noch in den 1990er Jahren. Hält die Negativentwicklung an, könnten sich Regenwälder der Studie zufolge bis zum Jahr 2035 von einer CO₂-Senke zu einem CO₂-Emittenten entwickeln. Für ihre Analyse hatten die Wissenschaftler 300.000 Bäume in den Regenwäldern von Amazonien und Afrika über Jahrzehnte hinweg untersucht. Laut der aktuellen Analyse speicherten die Regenwälder in den 2010er Jahren bereits ein Drittel weniger Kohlenstoffdioxid als noch in den Neunzigerjahren.